# 嘎洛寺
嘎洛寺，又译“噶罗寺”，位于西藏自治区当雄县羊八井镇，是一座藏传佛教女尼的寺院。

## 简介
2011年，当雄县新建了嘎洛寺、多吉林寺、羊八井寺、康玛寺的寺庙书屋。
嘎洛寺管理委员会成立后，“9+5”工程改善了该寺的环境与设施，解决了该寺多年存在的饮水困难问题。在“六个一”活动中，驻寺干部联络医生为该寺尼姑免费体检，请医生上山为该寺尼姑免费注射乙肝疫苗，为重病尼姑开通绿色通道。2012年起，中共西藏自治区党委、西藏自治区人民政府已经将寺院僧尼纳入养老及医疗保险补贴范围，落实“两保一低”。2012年内，当雄县宗教场所僧尼全部参加社会养老保险，参保率100%。
2012年，该寺的2名女尼被评为西藏自治区爱国守法先进僧尼。